# Andreï Vélikanov
 (février 2016).
Si vous disposez d'ouvrages ou d'articles de référence ou si vous connaissez des sites web de qualité traitant du thème abordé ici, merci de compléter l'article en donnant les références utiles à sa vérifiabilité et en les liant à la section « Notes et références ».
Andreï Grigorievitch Velikanov (en russe : Андрей Григорьевич Великанов) né le 5 juillet 1954 est un artiste, théoricien de l'art et philosophe russe.

## Œuvres

### Projets les plus célèbres
- action artistique Piscine Moscou (1994) - un prototype de projets de réseaux interactifs ;
- vidéos (« corps virtuel de Dieu », etc.) ;
- peintre virtuel Namniyaz Achouratova (1999-2001) ;
- textes et articles (« 30 scènes de l'histoire russe », « Dystopia » et d'autres) ;
- livre Suis-je un simulacre tremblant, ou ai-je le droit ? (2007) - manifeste esthétique de la simulation et tentative de trouver une nouvelle méthode d'art, basée à la fois sur les pratiques actuelles et traditionnelles.
- Conférences et séminaires Philosophie de l'art - une étude collective des problèmes de l'art, la philosophie et la culture. Le projet a commencé en 2011, se déroule depuis 2014 dans le musée d'art moderne de Moscou « Garage » et le musée d'art moderne de Moscou.

### Expositions personnelles
- Galerie Dead Chickens Warehouse, 1991, Berlin
- Galerie Invalidenstr, 31, 1992, Berlin
- 30 scènes de l'histoire russe, galerie Doelberg, 1994, Berlin
- Pour Journée de la victoire, Galerie « Aufsturz », 1995, Berlin
- Certains l'aiment chaud, XL Gallery, 1998, Moscou
- Le Substitut universel, le NCCA 2002, Moscou
- International Film Festival Visionaria, 2005, Sienne

## Promotions et performances
- Piscine Moscou, Moscou, 27 mai 1994
- La guerre de trois jours Budenny, Moscou, 31 mars-2 avril 1995
- Le Drapeau Rouge sur le Reichstag, Berlin, 8 mai 1995
- L'assassinant rituel d'Adolf Hitler, galerie Berlin « Aufsturz », 5 novembre 1995

## Publications
- 30 scènes de l'histoire russe, Humboldt University Press (Rus., It.), 1994
- Piscine de Moscou catalogue de l'action 1995
- Dystopia, articles et essais, la Fondation Bauhaus Dessau, Allemagne (eng., all.), 1996
- L'index de l'amour idéal, un recueil de poèmes, 2000
- Comment des physiciens ont mangé des lyriques, tout cru, sans s'étrangler, Logos, 2006
- Suis-je un simulacre tremblant, ou ai-je le droit?, M: New Literary Review, 2007  (ISBN 978-5-86793-545-0), 2007

## Vidéo
- Dieu avec nous, VHS, 10 min, 1994
- La guerre de trois jours, VHS, 11 min, 1995
- 8 mai 1995, VHS, 7 min, 1995
- Les courses des blattes, S-VHS, 34 min, 1996
- Musique inhumaine, MJPEG, 1 min, 1996
- Message, MJPEG, 1 min, 1996
- Nervous ballet, MJPEG, 1 min, 1996
- Everything is going to be alright, MJPEG, 6 min, 1996
- Terminator III, MJPEG, 3 min, 1997
- Oh, maman !, MJPEG, 3 min, 1997
- La dualité du signe linguistique est asymétrique, MJPEG, 3 min, 1998
- Le corps virtuel de Dieu, MJPEG, 6 min, 1999
- Le Substitut universel, DV, 11 min, 2002
- Un Autre, DV, 8 min, 2002

## Les projets de réseau
- Herbier pour Goethe
- La musique inhumaine
- Le corps virtuel de Dieu
- De l'étoile du ciel est tombé
- Le système de traitement de l'ennemi
- Le système d'identité
- Le système de citation
- L'arène virtuelle
- Glossaire interactif de Jukst
- Powerful Poetic Machine
- L'hymne inachevée pour Mikhalkov mécanique
- 1.1.0.9